# Carlo Carcano (politico)
Carlo Carcano (30 ottobre 1823 – 22 maggio 1899) è stato un politico italiano, ultimo podestà della città di Varese dell'Impero austriaco e primo del Regno d'Italia.

## Biografia
Nel 1859, nel ruolo di podestà della città, accolse Giuseppe Garibaldi consegnandogli le chiavi della città.